# Útgard

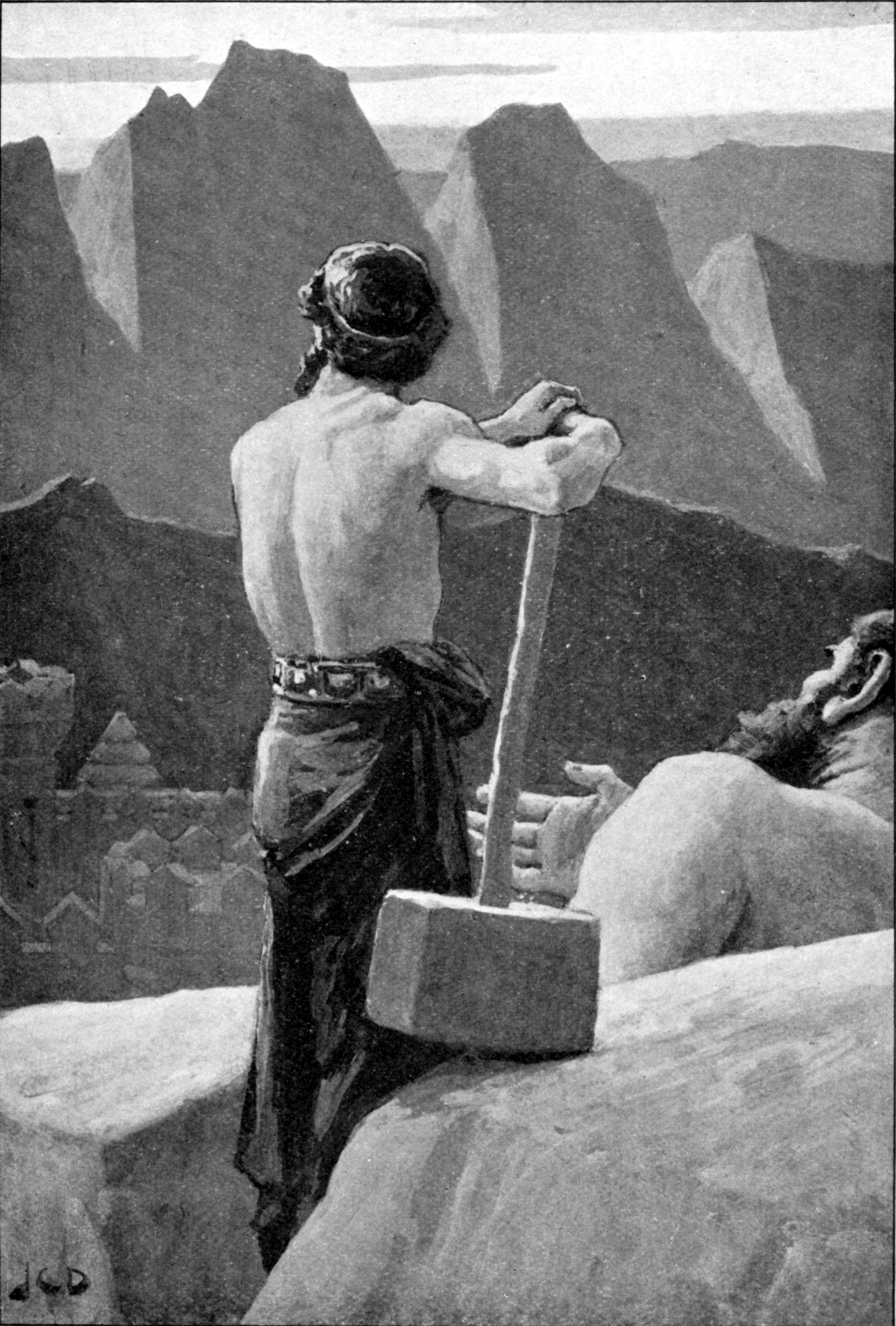
Útgarða-Loki legt aan Thor uit dat hij in illusies geloofde en laat de drie kloven zien die met de hamer zijn veroorzaakt in de bergen, zie ook Thor en Loki in Jotunheim

Útgard (of Buitenplaats) is in de Noordse mythologie het uiterste ijle gebied van Jotenheim, de burcht van de Thursen en Joten. Van deze plek wordt verteld dat het er donker was, en waarschijnlijk ook koud, want reuzen versteenden bij het aanzien van de zon.
In Thor en Loki in Jotunheim leerden de goden dat Útgard een waan was, opgewekt door de reuzen om hun angst aan te jagen.